# Rose Marie (actrice)
Rose Marie, geboren als Rose Marie Mazzetta (New York, 15 augustus 1923 – Los Angeles, 28 december 2017) was een Amerikaans actrice, zangeres, comédienne met een carrière die zich uitspande over tien decennia. Als kind had ze al een zangcarrière als Baby Rose Marie. Als volwassene werd ze een van de eerste bekendheden die enkel bekend was met haar voornaam. 

## Biografie
Rose Marie werd geboren in Manhattan als Rose Marie Mazzetta. Haar vader was de Italo-Amerikaan Frank Mazzetta, die een carrière had als acteur in de vaudeville onder de naam Frank Curly. Haar moeder was de Pools-Amerikaanse Stella Glusczak. Haar moeder nam haar vaak mee naar vaudeville-shows. Op driejarige leeftijd begon ze al te zingen als Baby Rose Marie. Op vijfjarige leeftijd was ze al een radioster bij de NBC. Op het hoogtepunt van haar kindcarrière had ze een eigen radioshow van 1929 tot 1934. Ze verscheen ook enkele kortfilms. 
Toen ze volwassen werd begon ze in nachtclubs op te treden. Volgens haar autobiografie Hold the Roses werd ze in deze periode van haar carrière bijgestaan door gangsters als Al Capone en Bugsy Siegel.  Ze werkte in het Flamingo Hotel in Las Vegas, dat door Siegel gebouwd werd. 
Eind jaren vijftig kwam ze geregeld op televisie waar ze gastrollen speelde in series. Van 1960 tot 1961 speelde ze een grote rol in de sitcom My Sister Eileen. Haar bekendste rol werd die van Sally Rogers in The Dick Van Dyke Show, waar ze van 1961 tot 1966 in speelde en waarvoor ze drie nominaties kreeg voor een Emmy Award. Hierna speelde ze voornamelijk gastrollen in series. 
In 1946 trouwde ze met Bobby Guy. Ze was gehuwd met hem tot hij in 1964 overleed, ze kreeg één dochter met hem. 

## Prijzen
| Jaar | Prijs                | Categorie                                    | Titel                  | Resultaat   |
| ---- | -------------------- | -------------------------------------------- | ---------------------- | ----------- |
| 1963 | Primetime Emmy Award | Beste vrouwelijke bijrol in een komedieserie | The Dick Van Dyke Show | Genomineerd |
| 1964 | Primetime Emmy Award | Beste vrouwelijke bijrol in een komedieserie | The Dick Van Dyke Show | Genomineerd |
| 1966 | Primetime Emmy Award | Beste vrouwelijke bijrol in een komedieserie | The Dick Van Dyke Show | Genomineerd |

- Bibliothèque nationale de France: cb142033029 (data)
- Gemeinsame Normdatei: 124520669
- International Standard Name Identifier: 0000 0001 1446 4090
- Library of Congress Control Number: no96057337
- MusicBrainz: 597588d4-cd53-4afa-9de3-ab7726104fb1
- SNAC: w6916kt1
- Virtual International Authority File: 64942025
- WorldCat: E39PBJrCfMXkBtKDh7BhHrQrMP